# Sabino Ocan Odoki
Sabino Ocan Odoki (* 8. August 1957 in Layibi) ist ein ugandischer Geistlicher und römisch-katholischer Bischof von Arua.

## Leben
Sabino Ocan Odoki empfing am 10. September 1983 die Priesterweihe.
Papst Benedikt XVI. ernannte ihn am 22. Juli 2006 zum Weihbischof in Gulu und Titularbischof von Sabrata. Der Erzbischof von Gulu, John Baptist Odama, spendete ihm am 21. Oktober desselben Jahres die Bischofsweihe; Mitkonsekratoren waren Emmanuel Kardinal Wamala, Alterzbischof von Kampala, und Erzbischof Christophe Pierre, Apostolischer Nuntius in Uganda.
Der Papst ernannte ihn am 20. Oktober 2010 zum Bischof von Arua.